# 乔治·莫拉德
乔治·莫拉德（阿拉伯语：جورج مراد，1982年9月18日—），是一名出生于黎巴嫩的叙利亚裔瑞典足球运动员，司职前锋，现在效力于瑞典足球甲级联赛球队奥尔格里特。

## 俱乐部生涯
莫拉德在瑞典甲级联赛球队瓦斯特拉弗罗伦达接受足球训练，并于2000年进入一队，开始职业足球生涯。2004年，他转会加盟瑞典足球超级联赛球队，并在他个人的首个瑞超赛季取得7个进球。2006年1月31日，莫拉德被租借到意大利足球乙级联赛球队布雷西亚五个月。他在意大利得到不多的出场机会，但依然在有限的时间里破门2次。
2008年1月11日，莫拉德在试训成功后和荷兰球队威廉二世签约。不过他在荷兰赛场的进球效率并不高，两个赛季后，他于2010年2月1日和球队协议解约。3月11日，他签约挪威足球超级联赛球队。在经过一个相对成功的赛季（联赛出场25次进8球）后，他在2011年初加盟葡萄牙足球超级联赛球队波蒂莫嫩塞。2011年夏季，他前往亚洲，转会至伊朗球队克尔曼铜业。2012年，莫拉德回到瑞典，和瑞超球队西里安斯卡签约。
2013年2月，莫拉德加盟中国足球超级联赛球队青岛中能。但他在2013赛季上半赛季一无所获，最终在7月份被球队解约。莫拉德回到瑞典，加盟瑞典甲级联赛升班马奥尔格里特。

## 国家队生涯
2005年1月22日，莫拉德在瑞典国家足球队1比1战平韩国的友谊赛中出场，首次代表成年国家队亮相。之后，他又在和墨西哥的友谊赛中登场。
莫拉德在2011年入选叙利亚国家足球队，6月29日，他在叙利亚和伊拉克的友谊赛中上演在叙利亚国家队的首秀。7月23日，他在2014年世界盃外圍賽第二輪叙利亚主场对阵塔吉克的比赛上半场补时阶段射进在国家队的首个进球，帮助叙利亚2比1击败对手。5天后，叙利亚在客场4比0击败对手晋级。但是，莫拉德的上场资格却受到质疑，塔吉克认为莫其德在2003年为瑞典U21国家队出战，转换国家队并没有向FIFA报告。2011年8月19日，FIFA正式裁决叙利亚违规使用莫拉德，叙利亚和塔吉克的两回合比赛均改判为叙利亚0比3负。